# Dopatrium tenerum
Dopatrium tenerum är en grobladsväxtart som först beskrevs av William Philip Hiern, och fick sitt nu gällande namn av Eb. Fischer. Dopatrium tenerum ingår i släktet Dopatrium och familjen grobladsväxter. Inga underarter finns listade i Catalogue of Life.